# Strečniansky priesmyk

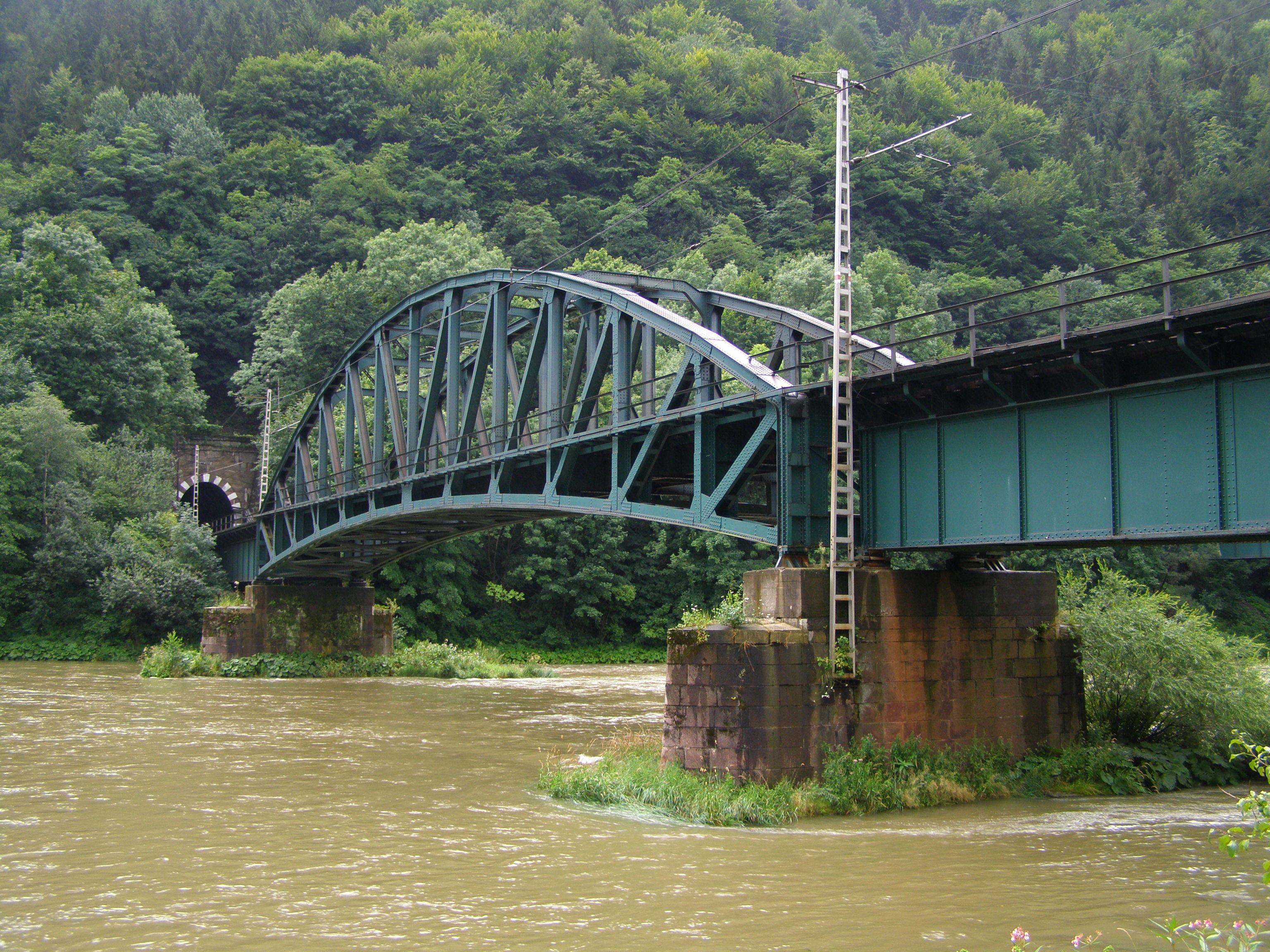
Tunel za Nezbudskou Lúčkou překonává Domašínský meandr na Váhu

Strečniansky priesmyk (česky Strečenský průsmyk) nebo Strečnianska tiesňava je průlomové údolí řeky Váh mezi
slovenskými městy Žilina (v Žilinské kotlině) a dvojměstím Vrútky-Martin (v Turčianské kotlině). Průsmyk zde rozděluje slovenské pohoří Malá Fatra na dva podcelky: Krivánskou Fatru na severu (pravý břeh Váhu) a Lúčanskou Fatru na jihu (levý břeh Váhu). Váh v tomto úseku vytváří jeden z mohutných přírodních výtvorů v Malé Fatře Domašínský meandr.
V minulosti průsmyk představoval strategickou dopravní a obchodní cestu. Pro výběr a ochranu mýta zde byly postaveny dva hrady: Starhrad na pravém břehu a později Strečno na levém břehu Váhu.
Po Váhu se kdysi splavovalo dřevo na vorech, dnes je vorařství turistickou atrakcí. V době druhé světové války zde probíhaly tuhé osvobozovací boje a v okolí se nachází mnoho památníků té doby. V roce 1944 se zde během Slovenského národního povstání odehrála bitva o Strečenský průsmyk.
Také v současnosti průsmyk slouží jako dopravní koridor, spojující dvě velká slovenská města v okolí Martin a Žilinu. Průsmykem je vedena jak hlavní železniční trať, která zde prochází i několika tunely, tak i silnice, jež je vedena podél koryta řeky.